# Evolució vírica
L'evolució vírica és un subcamp de la biologia evolutiva i la virologia que s'ocupa específicament de l'evolució dels virus. Els virus tenen temps de generació curts i molts —en particular els virus d'ARN— tenen taxes de mutació relativament altes (de l'ordre d'una mutació puntual o més per genoma per ronda de replicació). Aquesta elevada taxa de mutació, quan es combina amb la selecció natural, permet als virus adaptar-se ràpidament als canvis de l'entorn del seu hoste. A més, la majoria dels virus proporcionen molts descendents, de manera que qualsevol gen mutat es pot transmetre ràpidament a molts descendents. Tot i que la possibilitat de mutacions i evolució pot variar en funció del tipus de virus (ADN de doble cadena, ARN de doble cadena, ADN de cadena única, etc.), els virus en general tenen altes possibilitats de mutacions.
L'evolució vírica és un aspecte important de l'epidemiologia de malalties víriques com la grip (virus de la grip), la sida (VIH) i l'hepatitis (per exemple, el VHC). La rapidesa de la mutació vírica també causa problemes en el desenvolupament de vacunes i antivírics amb èxit, ja que sovint apareixen mutacions resistents en poques setmanes o mesos després de l'inici d'un tractament. Un dels principals models teòrics aplicats a l'evolució vírica és el model de quasiespècie, que defineix una quasiespècie vírica com un grup de soques víriques estretament relacionades que competeixen dins d'un entorn.